# Calyptratae
Calyptratae — група (в класифікації — підсекція) двокрилих комах, яких відносять до секції Schizophora. Комахи цієї групи мають добре розвинутий нижній каліптер. До групи належить широко поширена кімнатна муха (Musca domestica).

## Класифікація
- - Надродина Muscoidea
    - Anthomyiidae
    - Fanniidae
    - Muscidae
    - Scathophagidae

  - Надродина Oestroidea
    - Calliphoridae
    - Mystacinobiidae
    - Oestridae
    - Rhinophoridae
    - Sarcophagidae
    - Tachinidae

  - Надродина Hippoboscoidea
    - Glossinidae
    - Hippoboscidae
    - Mormotomyiidae
    - Nycteribiidae
    - Streblidae

| Ентомологія | Це незавершена стаття з ентомології. Ви можете допомогти проєкту, виправивши або дописавши її. |